# Sønderjysk Elitesport 2010-2011
Questa voce raccoglie le informazioni riguardanti il Sønderjysk Elitesport nelle competizioni ufficiali della stagione 2010-2011.

## Rosa
| N. |                      | Ruolo | Calciatore        |
| -- | -------------------- | ----- | ----------------- |
| 1  | Australia (bandiera) | P     | Nathan Coe        |
| 2  | Norvegia (bandiera)  | D     | Anders Østli      |
| 3  | Danimarca (bandiera) | D     | Michael Stryger   |
| 5  | Danimarca (bandiera) | D     | Anders Nielsen    |
| 6  | Danimarca (bandiera) | C     | Johnny Thomsen    |
| 8  | Danimarca (bandiera) | C     | Henrik Hansen     |
| 9  | Germania (bandiera)  | A     | Mustafa Kučuković |
| 10 | Zimbabwe (bandiera)  | A     | Quincy Antipas    |
| 11 | Danimarca (bandiera) | A     | Kenneth Fabricius |
| 13 | Danimarca (bandiera) | D     | Michael Larsen    |

| N. |                      | Ruolo | Calciatore                      |
| -- | -------------------- | ----- | ------------------------------- |
| 17 | Danimarca (bandiera) | A     | Anders Hostrup                  |
| 18 | Danimarca (bandiera) | C     | Rasmus Hansen                   |
| 19 | Danimarca (bandiera) | C     | Mads Jessen                     |
| 20 | Danimarca (bandiera) | C     | Bjørn Paulsen                   |
| 21 | Islanda (bandiera)   | P     | Arnar Darri Pétursson           |
| 22 | Islanda (bandiera)   | C     | Ólafur Ingi Skúlason (capitano) |
| 23 | Norvegia (bandiera)  | D     | Jarl André Storbæk              |
| 24 | Danimarca (bandiera) | C     | Henrik Bødker                   |
| 26 | Estonia (bandiera)   | C     | Andrei Sidorenkov               |